# 膜间隙

线粒体的简单结构图

叶绿体的简单结构图

膜间隙、膜間腔（英語：intermembrane space，简称IMS）是指线粒体、叶绿体、细胞核的内膜与外膜之间的区域。膜间隙的主要功能是进行氧化磷酸化。
位于外膜的叫做孔蛋白的一类通道蛋白允许离子与小分子自由移动进入膜间隙。这对于与这些细胞器功能相关的溶质来说，并不意味着他们与胞质溶胶之间在本质上是连续的。驶往线粒体基质或组织基质的酶可以以运输的方式穿过线粒体膜间隙。线粒体中的移位酶有的在线粒体外膜上（TOM）有的在线粒体内膜上（TIM，叶绿体中的移位酶有的在外膜上（TOC）有的在内膜上（TIC）。在电子传递期间，因为质子梯度的缘故，膜间隙倾向于低pH，当质子从线粒体基质被泵入膜间隙时就会产生质子梯度。负责形成质子梯度的相应细胞结构包括了：辅酶Q、NADH-辅酶Q氧化还原酶复合体（复合体I）、琥珀酸盐-辅酶Q氧化还原酶复合体（复合体II）与辅酶Q-细胞色素c氧化还原酶复合体（复合体III）。

#### 线粒体膜间隙

细胞核的简单结构图

因为线粒体外膜具有通道，膜间隙的内容物与胞浆的内容物很相似。

#### 叶绿体膜间隙
叶绿体的膜间隙异常狭小，只有10-20nm厚。

#### 细胞核膜间隙
细胞核的膜间隙约为20～40nm，其中有些部位与内质网腔相通，因此可以将核外膜看作内质网膜的一个特化区域。
1. ↑  . 北京: 人民教育出版社. 2019/7: 188. ISBN 9787107337390.